# ПЭС Аннаполис
ПЭС Аннаполис — экспериментальная приливная электростанция.
Была построена в Канаде в 1984 году. Сооружена в заливе Фанди. Перепад высот прилива и отлива в этом месте составляет до 18 метров. ПЭС Аннаполис электростанция с установленной мощностью в 20 МВт.
Приливная электростанция является одним из туристических центров.
Действовала до апреля 2019, закрыта из-за серьёзного экологического ущерба (гибель рыбы) и отказа генератора.